# Persone di nome Willy
| Questa pagina contiene informazioni ricavate automaticamente dalle voci biografiche con l'ausilio del template Bio e di un bot. L'aggiornamento è periodico e automatico e ricostruisce completamente la pagina. Se manca una persona in questa lista, sei pregato di non aggiungerla, ma accertati piuttosto che la sua voce biografica contenga il template Bio e che i dati anagrafici siano correttamente compilati. Se il template Bio manca, inseriscilo tu stesso o, in alternativa, metti l'avviso {{tmp\|Bio}} che ne segnala la mancanza. Se i dati riportati sono sbagliati, correggi direttamente la voce biografica; le modifiche saranno visibili in questa lista entro pochi giorni. Per chiarimenti vedi il progetto antroponimi. La lista contiene solo le 124 persone che sono citate nell'enciclopedia e per le quali è stato implementato correttamente il template Bio. Pagina aggiornata al 22 lug 2025. |

Questa è una lista di persone presenti nell'enciclopedia che hanno il nome Willy, suddivise per attività principale.

## Allenatori di calcio(2)
- Willy Roy, allenatore di calcio e ex calciatore tedesco (Treuberg, n. 1943)
- Willy Sagnol, allenatore di calcio e ex calciatore francese (Saint-Étienne, n. 1977)

## Allenatori di pallacanestro(1)
- Teddy Kriegk, allenatore di pallacanestro francese (Bordeaux, n. 1895 - Talence, † 1980)

## Alpinisti(1)
- Willy Merkl, alpinista e ingegnere tedesco (Kaltennordheim, n. 1900 - Nanga Parbat, † 1934)

## Arbitri di calcio(1)
- Willy Delajod, arbitro di calcio francese (Cornier, n. 1992)

## Artisti(1)
- Willy Stöwer, artista e illustratore tedesco (Wolgast, n. 1864 - Berlino, † 1931)

## Attori(7)
- Willy Birgel, attore tedesco (Colonia, n. 1891 - Dübendorf, † 1973)
- Willy Colombini, attore italiano (n. 1932)
- Willy Fritsch, attore e cantante tedesco (Katowice, n. 1901 - Amburgo, † 1973)
- Willy Martin, attore, cantante e modello venezuelano (Caraballeda, n. 1987)
- Willy Moser, attore, doppiatore e direttore del doppiaggio italiano (Salisburgo, n. 1941 - Roma, † 1994)
- Willy Rozier, attore, regista e produttore cinematografico francese (Talence, n. 1901 - Neuilly-sur-Seine, † 1983)
- Willy Schäfer, attore tedesco (Saarbrücken, n. 1933 - Monaco di Baviera, † 2011)

## Aviatori(1)
- Willy Bocola, aviatore e militare italiano (San Severo, n. 1905 - Tripoli, † 1936)

## Batteriologi(1)
- Willy Burgdorfer, batteriologo svizzero (Basilea, n. 1925 - Hamilton, † 2014)

## Biatleti(1)
- Willy Bertin, ex biatleta e fondista italiano (Angrogna, n. 1944)

## Calciatori(38)
- Villy Andresen, calciatore norvegese (n. 1925 - † 2013)
- Willy Arlt, calciatore tedesco (Bobersen, n. 1919 - † 1947)
- Willy Aronsen, calciatore norvegese (Drammen, n. 1931 - Drammen, † 2014)
- Willy Baumgartner, calciatore svizzero (n. 1911 - Berna, † 1985)
- Willy Baumgärtner, calciatore tedesco (Berlino, n. 1890 - San Paolo, † 1953)
- Willy Boly, calciatore francese (Melun, n. 1991)
- Willy Brokamp, ex calciatore olandese (Kerkrade, n. 1946)
- Willy Buer, calciatore norvegese (Skien, n. 1928 - Bærum, † 2022)
- Willy Chinyama, ex calciatore zambiano (Lusaka, n. 1984)
- Willy Fossli, calciatore norvegese (Asker, n. 1931 - † 2017)
- Willy Grondin, ex calciatore francese (Saint-Denis, n. 1974)
- Willy Hohl, calciatore svizzero
- Willy Holzmüller, calciatore tedesco orientale (Glauchau, n. 1931 - † 2021)
- Willy Jäggi, calciatore svizzero (Soletta, n. 1906 - Bienne, † 1968)
- Willy Jürissen, calciatore tedesco (Oberhausen, n. 1912 - Oberhausen, † 1990)
- Willy Kambwala, calciatore congolese (Repubblica Democratica del Congo) (Kinshasa, n. 2004)
- Willy Kargus, calciatore e allenatore di calcio tedesco
- Willy Kernen, calciatore svizzero (La Chaux-de-Fonds, n. 1929 - † 2009)
- Willy Krauss, calciatore tedesco (n. 1886 - † 1960)
- Willy van der Kuijlen, calciatore olandese (Helmond, n. 1946 - Breda, † 2021)
- Willy Kumado, calciatore ghanese (n. 2002)
- Willy Laurence, calciatore francese (n. 1984)
- Willi Neuberger, ex calciatore tedesco (Röllfeld, n. 1946)
- Willy Olsen, calciatore norvegese (Fredrikstad, n. 1921 - † 1995)
- Willy Padoly, calciatore francese (n. 1978)
- Willy Reitgassl, calciatore tedesco (Landshut, n. 1936 - Groß-Umstadt, † 1988)
- Willy Rivas, calciatore peruviano (San Vicente de Cañete, n. 1985)
- Willy Schwedler, calciatore tedesco (n. 1894 - † 1945)
- Willy Semedo, calciatore francese (Montfermeil, n. 1994)
- Willy Steffen, calciatore svizzero (Utzenstorf, n. 1925 - Berna, † 2005)
- Willy Stephanus, calciatore namibiano (Mariental, n. 1991)
- Willy Sundblad, calciatore norvegese (n. 1917 - † 1974)
- Willy Ta Bi, calciatore ivoriano (Divo, n. 1999 - † 2021)
- Willy Tröger, calciatore tedesco orientale (Zwickau, n. 1928 - Pirna, † 2004)
- Willy Tänzer, calciatore tedesco (n. 1889 - † 1949)
- Willy Völker, calciatore tedesco (Gera, n. 1889 - † 1945)
- Willy Wellens, ex calciatore belga (Diest, n. 1954)
- Willy von Känel, calciatore svizzero (La Chaux-de-Fonds, n. 1909 - † 1991)

## Canoisti(1)
- Willy Horn, canoista tedesco (Berlino, n. 1909 - † 1989)

## Cestisti(1)
- Willy Workman, cestista statunitense (Northampton, n. 1990)

## Ciclisti su strada(15)
- Willy Bocklant, ciclista su strada belga (Courtrai, n. 1941 - Mouscron, † 1985)
- Willy De Geest, ex ciclista su strada, ciclocrossista e pistard belga (Gand, n. 1947)
- Willy In 't Ven, ex ciclista su strada belga (Turnhout, n. 1943)
- Willy Kern, ciclista su strada svizzero (Zurigo, n. 1914 - Zurigo, † 1990)
- Willy Monty, ciclista su strada belga (Mons, n. 1939 - Mons, † 2014)
- Willy Planckaert, ex ciclista su strada e ciclocrossista belga (Nevele, n. 1944)
- Willy Schroeders, ciclista su strada belga (Sint-Agatha-Rode, n. 1932 - † 2017)
- Willy Teirlinck, ex ciclista su strada belga (Teralfene, n. 1948)
- Willy Truye, ciclista su strada belga (Zwevegem, n. 1934 - Courtrai, † 2024)
- Willy Van Neste, ex ciclista su strada belga (Zwevezele, n. 1944)
- Willy Vanden Berghen, ciclista su strada belga (Vilvoorde, n. 1939 - † 2022)
- Willy Vannitsen, ciclista su strada e pistard belga (Sint-Truiden, n. 1935 - Tienen, † 2001)
- Willy Vekemans, ciclista su strada belga (Putte, n. 1945)
- Willy Vigouroux, ciclista su strada belga (Uccle, n. 1956)
- Willy Willems, ex ciclista su strada belga (Bruges, n. 1963)

## Compositori(1)
- Willy Brezza, compositore, pianista e arrangiatore italiano (Roma, n. 1935 - Roma, † 1996)

## Designer(1)
- Willy Fleckhaus, designer tedesco (Velbert, n. 1925 - Castelfranco di Sopra, † 1983)

## Direttori della fotografia(1)
- Willy Kurant, direttore della fotografia belga (Liegi, n. 1934 - Parigi, † 2021)

## Dirigenti sportivi(1)
- Willy Fornari, dirigente sportivo e allenatore di calcio italiano

## Disc jockey(1)
- Willy William, disc jockey, produttore discografico e cantante francese (Fréjus, n. 1981)

## Fotografi(3)
- Willy Puchner, fotografo austriaco (Mistelbach, n. 1952)
- Willy Rizzo, fotografo e designer italiano (Napoli, n. 1928 - Parigi, † 2013)
- Willy Ronis, fotografo francese (Parigi, n. 1910 - Parigi, † 2009)

## Fumettisti(2)
- Willy e Yves Groux, fumettista francese (Cannes, n. 1924 - Cannes, † 2017)
- Willy Vandersteen, fumettista belga (Anversa, n. 1913 - Edegem, † 1990)

## Giocatori di calcio a 5(1)
- Willy Maes, ex giocatore di calcio a 5 belga (n. 1961)

## Giocatori di football americano(1)
- Willy N'Kishi, giocatore di football americano francese (n. 1990)

## Giornalisti(2)
- Willy Molco, giornalista, paroliere e scrittore italiano (Il Cairo, n. 1943 - Milano, † 2002)
- Willy Sperco, giornalista e scrittore italiano (Smirne, n. 1887 - Roma, † 1978)

## Ingegneri(1)
- Willy Rampf, ingegnere tedesco (Maria Talheim, n. 1953)

## Maratoneti(1)
- Willy Cheruiyot, maratoneta keniota (n. 1974)

## Militari(1)
- Willy Rohr, ufficiale tedesco (Metz, n. 1877 - Lubecca, † 1930)

## Musicisti(2)
- Willy DeVille, musicista e cantautore statunitense (Stamford, n. 1950 - New York, † 2009)
- Willy Morales, musicista cileno (Santiago del Cile, n. 1945)

## Musicologi(1)
- Willy Hess, musicologo e compositore svizzero (Winterthur, n. 1906 - Winterthur, † 1997)

## Numismatici(1)
- Willy Schwabacher, numismatico tedesco (Francoforte sul Meno, n. 1897 - Stoccolma, † 1972)

## Nuotatori(1)
- Lars-Erik Bengtsson, ex nuotatore svedese (Solna, n. 1942)

## Pallamanisti(1)
- Willy Bandholz, pallamanista tedesco (Schenefeld, n. 1912 - Rimini, † 1999)

## Pallanuotisti(1)
- Willy Simons, pallanuotista belga (Borgerhout, n. 1917 - † 2009)

## Pattinatori artistici su ghiaccio(2)
- Willy Böckl, pattinatore artistico su ghiaccio austriaco (n. 1893 - † 1975)
- Willy Petter, pattinatore artistico su ghiaccio austriaco

## Pistard(2)
- Willy Gervin, pistard danese (Copenaghen, n. 1903 - Roskilde, † 1951)
- Willy Falck Hansen, pistard danese (Helsingør, n. 1906 - Brașov, † 1978)

## Pittori(2)
- Willy Eisenschitz, pittore francese (Vienna, n. 1889 - Parigi, † 1974)
- Willy Jaeckel, pittore e litografo tedesco (Breslavia, n. 1888 - Berlino, † 1944)

## Politici(6)
- Willy Borsus, politico belga (Pessoux, n. 1962)
- Willy Brandt, politico tedesco (Lubecca, n. 1913 - Unkel, † 1992)
- Willy De Clercq, politico belga (Gand, n. 1927 - Gand, † 2011)
- Willy Meyer, politico spagnolo (Madrid, n. 1952)
- Willy Spühler, politico svizzero (n. 1902 - † 1990)
- Willy Telavi, politico tuvaluano (Nanumea, n. 1954)

## Psichiatri(1)
- Willy Pasini, psichiatra e sessuologo italiano (Milano, n. 1938)

## Pugili(2)
- Willy Blain, ex pugile francese (Saint-Denis, n. 1978)
- Willy Kaiser, pugile tedesco (Pobiedziska, n. 1912 - † 1986)

## Rugbisti a 15(1)
- Willy Hofmeister, rugbista a 15 tedesco

## Schermidori(3)
- Willy Fitting, schermidore svizzero (n. 1925 - † 2017)
- Willy Osterrieth, schermidore belga (Anversa, n. 1908 - † 1931)
- Willy Sulzbacher, schermidore tedesco (Saint-Cloud, n. 1876 - Parigi, † 1908)

## Sciatori alpini(1)
- Willy Demetz, ex sciatore alpino italiano (Selva di Val Gardena, n. 1951)

## Sciatori nordici(1)
- Willy Bogner, sciatore nordico e imprenditore tedesco (Traunstein, n. 1909 - Hausham, † 1977)

## Scultori(1)
- Willy Leiser, scultore, pittore e illustratore svizzero (Bienne, n. 1918 - Sala Capriasca, † 1959)

## Siepisti(1)
- Willy Komen, ex siepista e ex mezzofondista keniota (n. 1987)

## Sollevatori(1)
- Willy Claes, sollevatore belga (Saint-Gilles, n. 1937 - † 2017)

## Storici(1)
- Willy Cohn, storico e pedagogo tedesco (Breslavia, n. 1888 - Kaunas, † 1941)

## Tiratori a segno(1)
- Willy Røgeberg, tiratore a segno norvegese (Oslo, n. 1905 - Oslo, † 1969)

## Violinisti(2)
- Willy Burmester, violinista e compositore tedesco (Amburgo, n. 1869 - Amburgo, † 1933)
- Willy Hess, violinista e insegnante tedesco (Mannheim, n. 1859 - Berlino, † 1939)

## Senza attività specificata(1)
- Willy Monteiro Duarte, italiano (Roma, n. 1999 - Colleferro, † 2020)